# Signe Trosten
Signe Trosten, née le 30 mars 1970 à Tana, est une biathlète norvégienne.

## Carrière
Elle est médaillée de bronze par équipes aux Championnats du monde 1991 avec  Synnøve Thoresen, Hildegunn Fossen et Unni Kristiansen.
Dans la Coupe du monde, elle obtient son premier résultat individuel significatif avec une sixième place au sprint de Ruhpolding durant la saison 1988-1989, pour ses débuts internationaux, avant deux quatrièmes places en 1991-1992. En relais, elle y obtient deux victoires en relais durant l'hiver 1992-1993 à Kontiolahti et Östersund.
En 1992, elle reçoit une sélection pour les Jeux olympiques d'Albertville, pour prendre la dixième place de l'individuel, la 19e du sprint et la septième du relais.

## Palmarès

### Jeux olympiques d'hiver
| Épreuve / Édition   | Individuel | Sprint | Relais |
| ------------------- | ---------- | ------ | ------ |
| JO 1992 Albertville | 10e        | 19e    | 7e     |

Légende :
- — : pas de participation à l'épreuve.

### Championnats du monde
- Championnats du monde 1991
  -  Médaille de bronze de la course par équipes.

### Coupe du monde
- Meilleur résultat individuel : 4e.
- 7 podiums en relais, dont 2 victoires.